# Марина Рајчић
Марина Рајчић (дев. Вукчевић, Подгорица 24. август 1993) је црногорска рукометашица која игра на позицији голмана. Тренутно наступа за Магуру Чиснадије и за репрезентацију Црне Горе.
На Светском првенству у рукомету за јуниоке 2010. у Сеулу изабрана је у најбољи тим првенства.
На Летњим олимпијским играма 2012. у Лондону као чланица репрезентације освојила је сребрну медаљу. Исте године у децембру је са репрезентацијом на европском првенству освојила златну медаљу.
Са Будућности је поред првенства и купа Црне Горе освојила у сезони 2009/10. и ЕХФ Куп победника купова, а у сезони 2011/12. ЕХФ Лигу шампиона.